# Power ballad
De term power ballad is een vorm van een ballad, die meestal wordt voorgedragen door een hardrock- of metalband. Sommige hardrockbands, zoals AC/DC, maken geen power ballads. Voor AOR, de meer gedistingeerde evenknie van hardrock, geldt iets anders. AOR-groepen nemen voor ieder album wel een of meerdere (power)ballads op en behalen daar niet zelden hun grootste successen mee (zie 'I Want to Know What Love Is' door Foreigner, 'Babe' door Styx).

## Compositie
Een power ballad kan, ondanks een rustiger tempo, invloeden bevatten van metal of (hard)rock. In plaats van elektrische gitaren worden in de rustige delen van het lied, waar het tempo doorgaans relatief langzaam is, vaak akoestische gitaren gebruikt en eventueel een basgitaar en/of een piano. Een power ballad wordt vaak ook gekenmerkt door langer aanhoudende stemnoten. In veel nummers bouwt de vrij rustige muziek zich op naar een luider refrein waarin elektrische gitaren en drums wel een belangrijke rol spelen.